# Đường biển Świnoujście–Szczecin

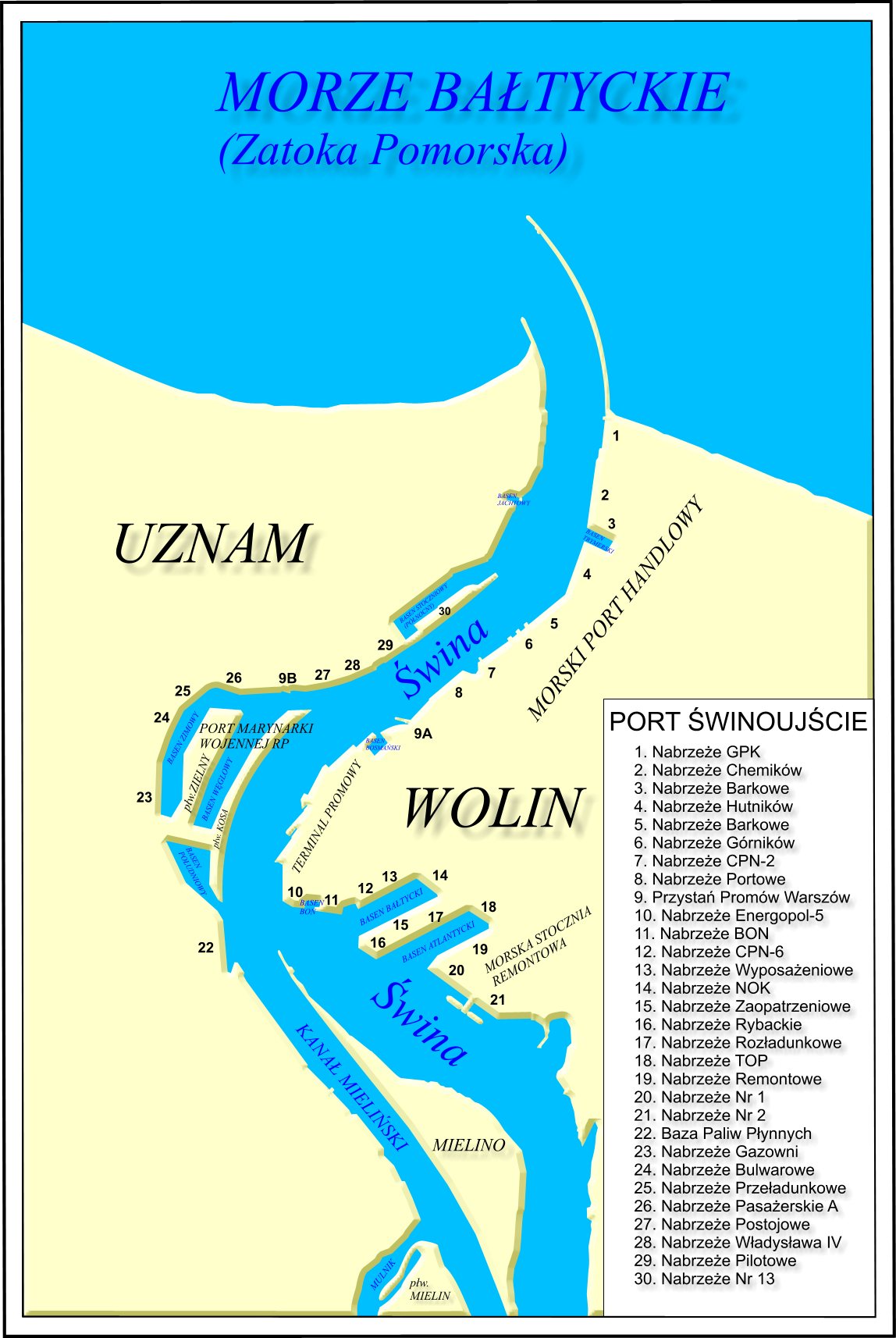
Phần phía bắc của luồng nước Szczecin: cảng biển trên Swina và Kênh Mieliński ở Świnoujście

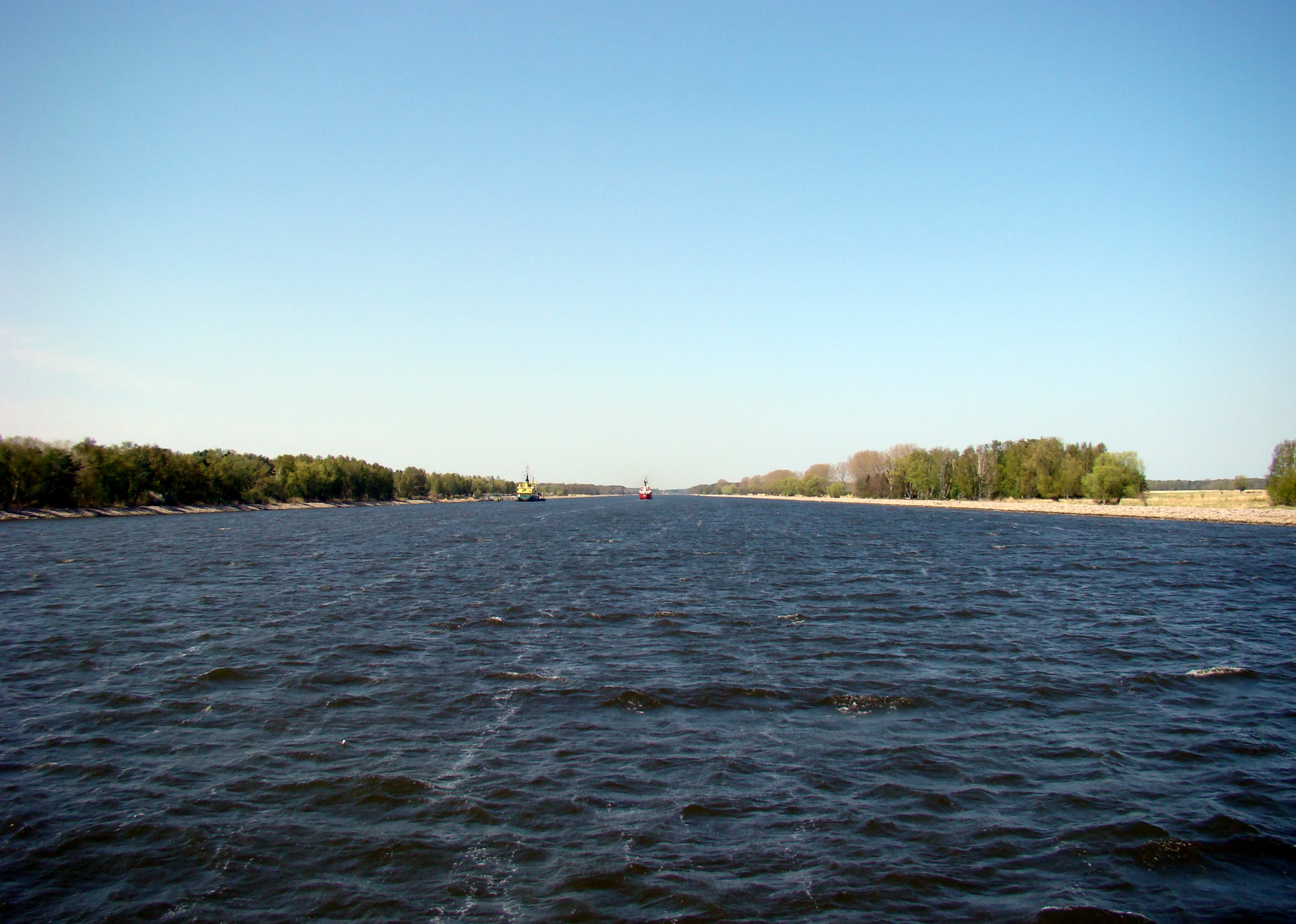
Kênh đào Piastowski

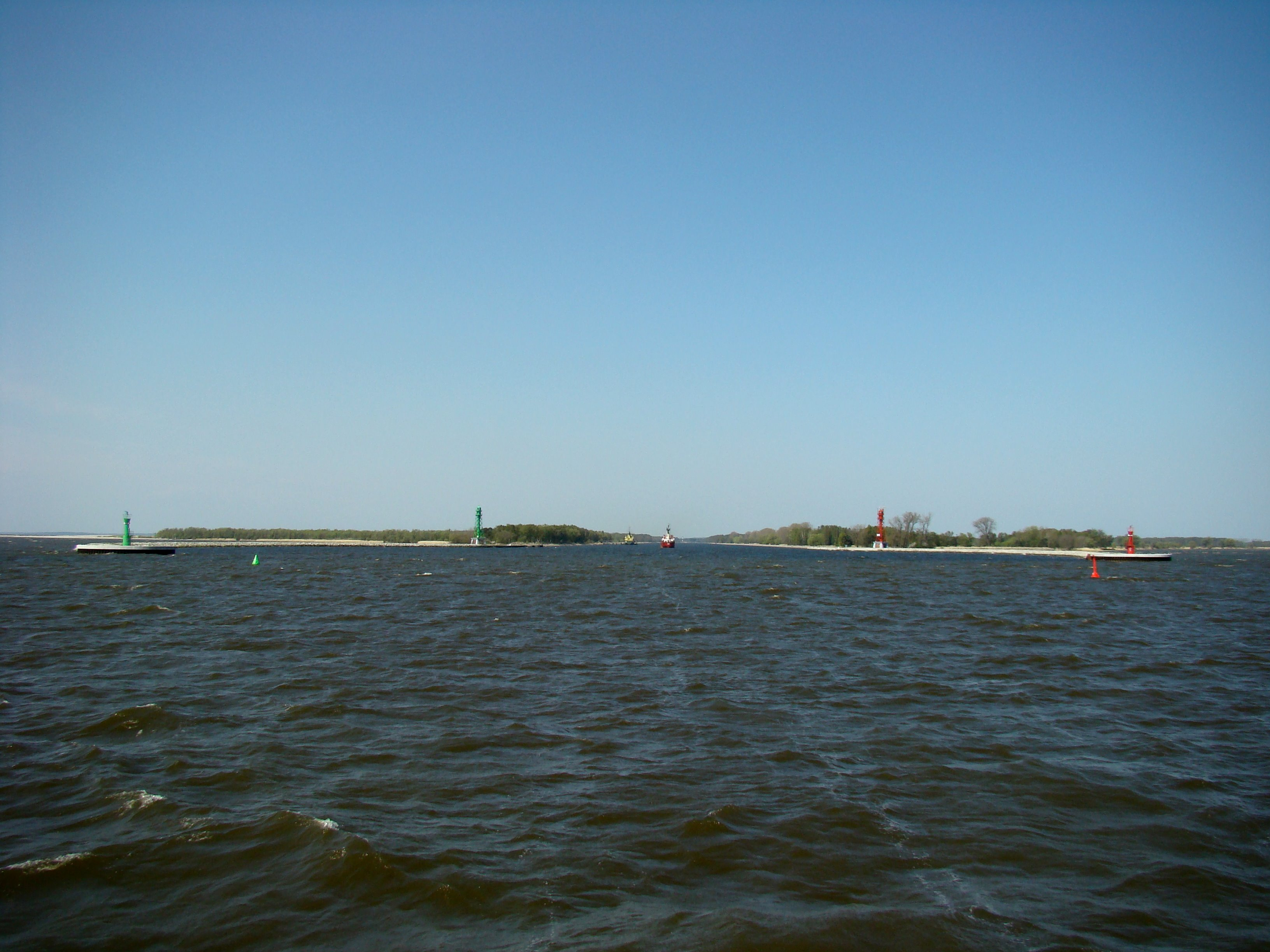
Cổng theo dõi số 1

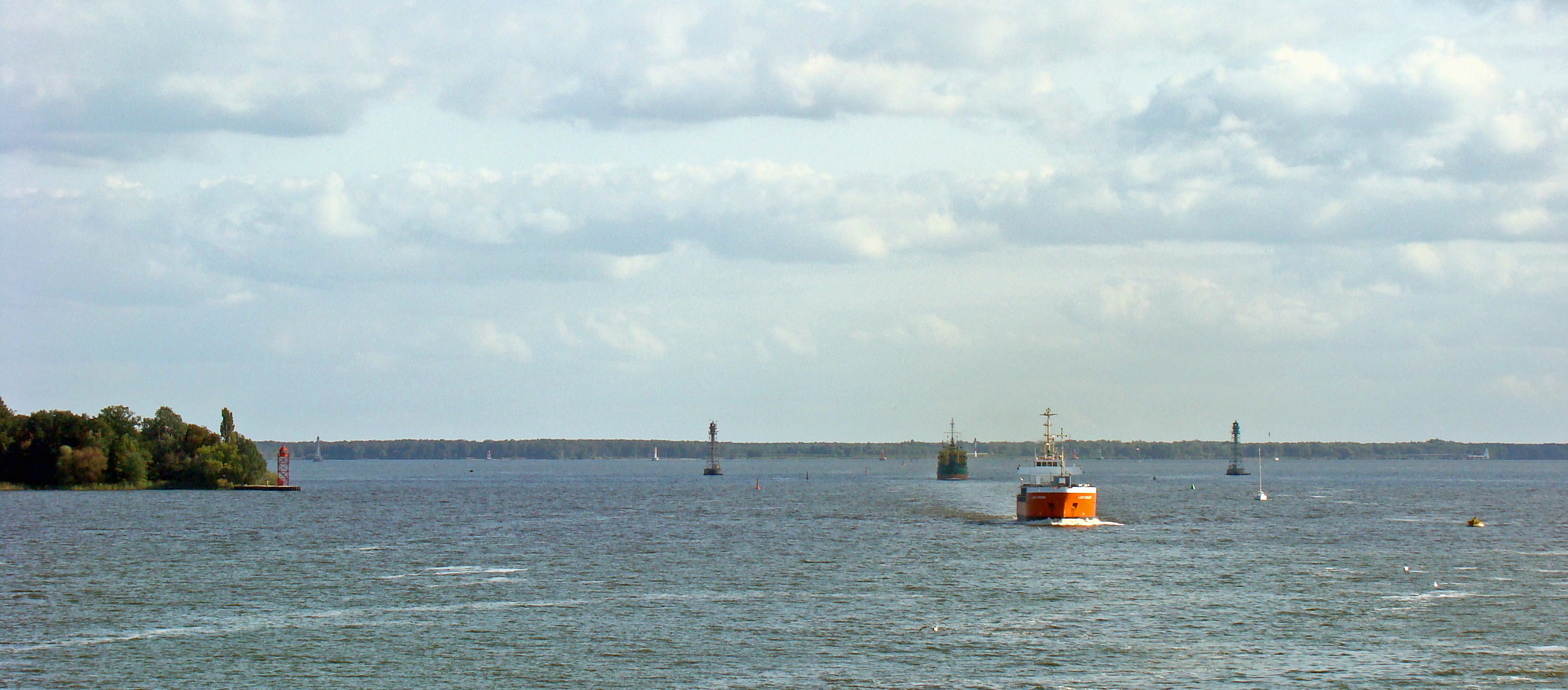
Tàu trên đường biển Szczecin-Świnoujście về phía Roztoka Odrzańska trên đảo Chełminek bên trái

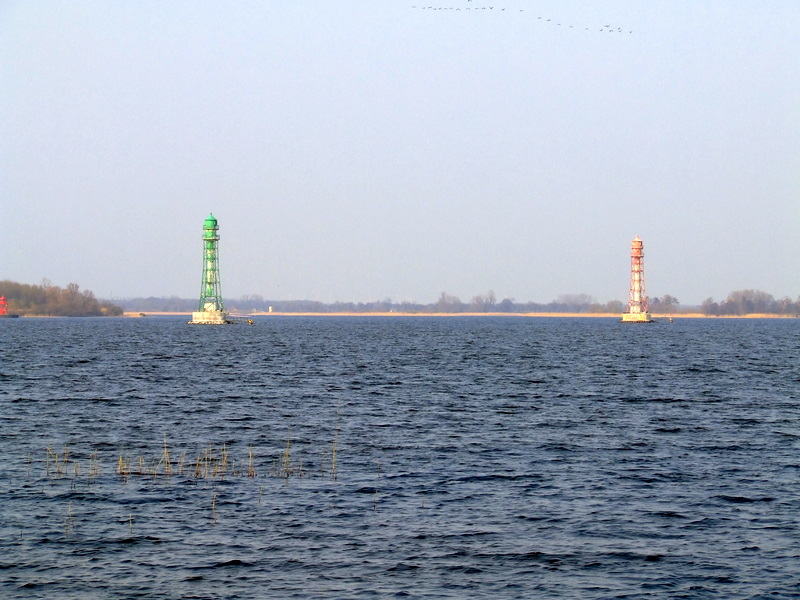
Theo dõi cổng số 4

Đường thủy Świnoujście-Szczecin   - là tuyến đường thủy nhân tạo có chiều dài 67,35 km . Podejściowej trải dọc từ lối vào tại khu neo đậu trong Vịnh Oder bởi Swina ở Swinoujscie, Kênh Mieliński, kênh Piastowski, Đầm Szczecin, Glen Odrzańska, Oder (Waters Wide, Domiaza) vào một cảng biển ở Szczecin.

## Dữ liệu vận hành
Đếm từ đầu của đê chắn sóng trung tâm về phía nam, luồng nước Świnoujście-Szczecin dài 67,35 km .
- Chiều dài khoảng 38 hải lý.
- Chiều rộng khoảng 250 m
- Lớp đường thủy lớp Vb -> 3000 tấn
- số: 
  - cổng theo dõi - 4 (8 trạm điều hướng)
  - phao, cọc neo - 52

| cửa  | Vị trí (N)   | Vị trí (E)   | Khoảng cách (Mm) | Chênh lệch (Mm) |
| ---- | ------------ | ------------ | ---------------- | --------------- |
| Số 1 | 53 ° 48,48 ' | 14 ° 20.34 ' | 0                | 0               |
| Số 2 | 53 ° 45,62 ' | 14 ° 24,21 ' | 3,68             | 3,68            |
| Số 3 | 53 ° 42,75 ' | 14 ° 28,05 ' | 3,68             | 7.36            |
| Số 4 | 53 ° 39,87 ' | 14 ° 31,93 ' | 3,68             | 11.04           |

| Đoạn đường [km] | Độ sâu kỹ thuật [m] |
| --------------- | ------------------- |
| 0 → 3,1         | 14,3                |
| 3,1 → 5,28      | 13.0                |
| 5,28 → 67,35    | 10,5                |

| Đoạn đường [km] | Chiều rộng [m] |
| --------------- | -------------- |
| 0 → 1.8         | 180-160        |
| 1,8 → 2,1       | 160-130        |
| 2.1 → 2.7       | 130-110        |
| 2,7 → 5,5       | 110-90         |
| 5,5 → 67,35     | 90             |

## Cơ sở hạ tầng hàng hải dọc theo luồng Swinoujście-Szczecin
Dọc theo Swinoujscie-Szczecin được đặt tại các cổng sau: Swinoujscie, Trzebiez, Stepnica, Police, Szczecin, cảng biển Nowe Warpno.